# Biserica Solomon din Gherla
Biserica Solomon din Gherla este cel mai vechi lăcaș de cult armeano-catolic păstrat în oraș, monument istoric și de arhitectură construit în anii 1723-1724.
Edificiul a fost construit în stil baroc. În anul 1729, cu ocazia edificării turnului, s-a amplasat și ancadramentul intrării principale, un portal gotic târziu adus de la biserica reformată din Unguraș, județul Cluj.
Statuile baroce care încadrează intrarea îi reprezintă pe papa Silvestru și pe Grigore Luminătorul. 